# Союз TMA-15M
«Союз ТМА-15М» — політ до міжнародної космічної станції, під час якого було доставлено трьох учасників експедиції МКС-42. Це був 122-й пілотований політ корабля «Союз», перший політ якого відбувся в 1967.
Політ «Союз ТМА-15М» став 300-м пілотованим польотом в історії космонавтики.

## Екіпаж
- (ФКА): Антон Шкаплеров (2-й космічний політ) — командир екіпажу;
- (ЄКА): Саманта Крістофоретті (1) — бортінженер;
- (НАСА): Террі Віртс (2) — бортінженер.

## Дублери
- (ФКА) Олег Кононенко (3-й космічний політ) — командир екіпажу;
- (JAXA) Юї Кімія (1) — бортінженер;
- (НАСА) Челл Ліндгрен (1) — бортінженер;

## Підготовка до польоту
30 жовтня 2014 року в Центрі підготовки космонавтів імені Ю. А. Гагаріна почалися комплексні екзаменаційні тренування основного та дублюючого екіпажів пілотованого космічного корабля «Союз ТМА-15М». У зв'язку з проведенням планових ремонтних робіт інфраструктури стартового комплексу № 1, фахівцями ракетно-космічної промисловості прийнято рішення про здійснення пуску зі стартового комплексу майданчика № 31.

## Політ
Корабель стартував зі стартового комплексу майданчика № 31 космодрому «Байконур» 24 листопада 2014 року в 0:01 мск і в 5:48 мск причалив до малого дослідницького модуля «Світанок» російського сегмента МКС. Зістикувався з МКС по «короткій схемі».
У ході польоту космонавтам провели велику кількість технічних, технологічних, геофізичних, медичних та інших експериментів.
Космонавти прийняли і розвантажили вантажний корабель «Дрегон SpX-5».
Після низки невдач при запусках російських ракет-носіїв було прийнято рішення відкласти на місяць приземлення корабля Союз ТМА-15М.
11 червня 2015, забравши з МКС трьох учасників експедиції-43, в 15:44 кч корабель приземлився в казахському степу.

## Галерея

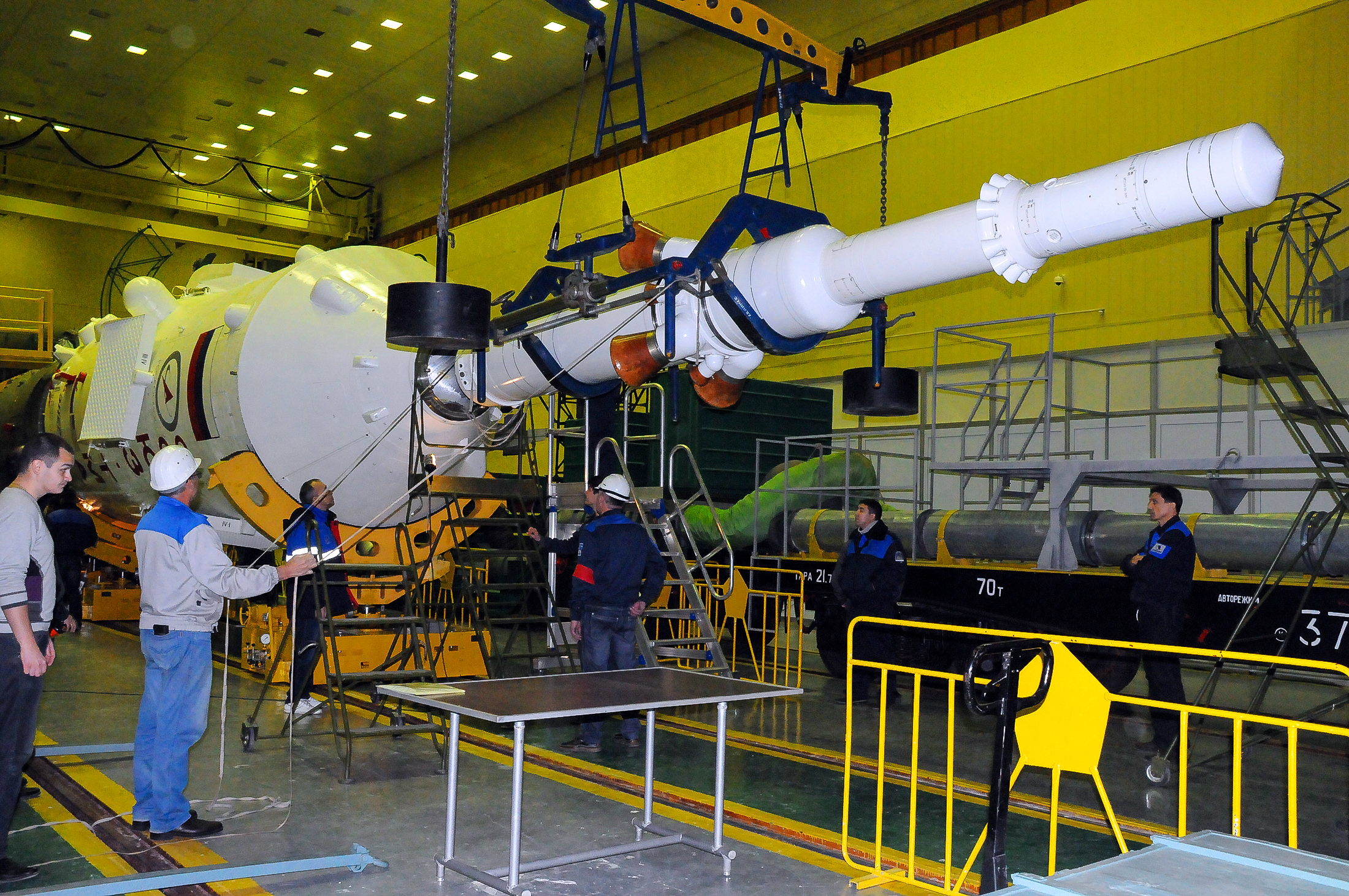
Фінальна збірка корабля 20 листопада
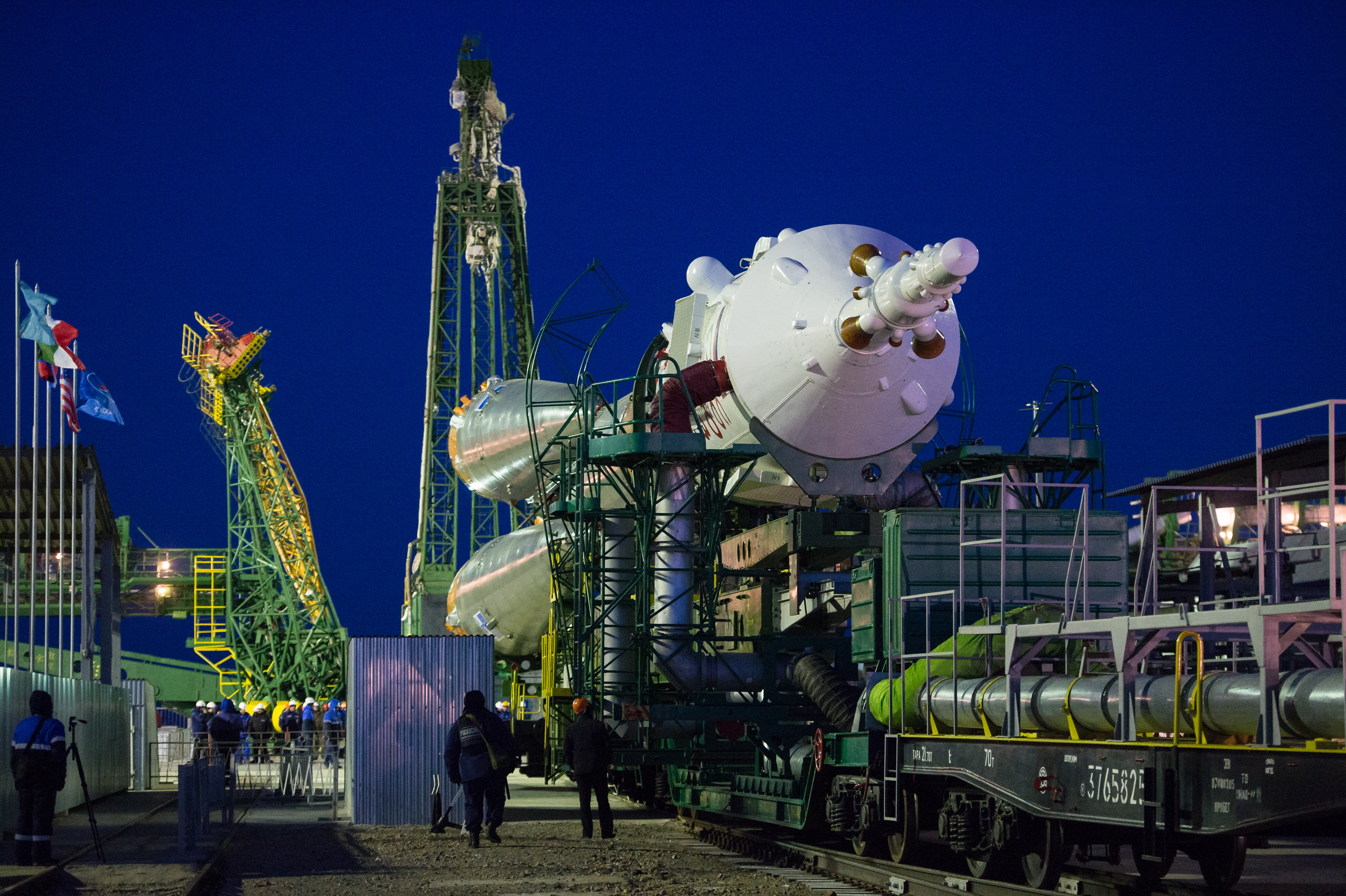
Ракету-носій вивозять на стартовий майданчик
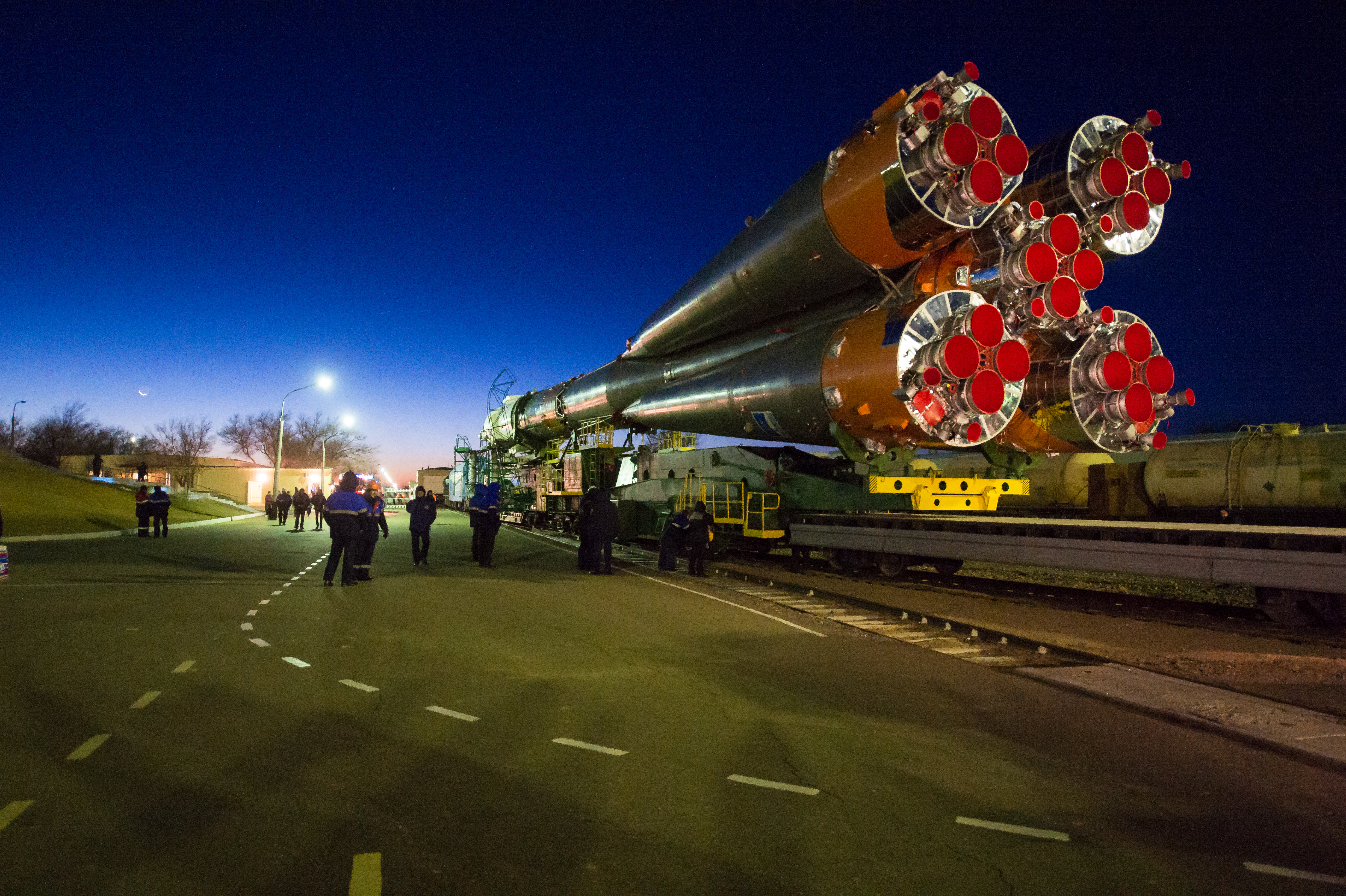
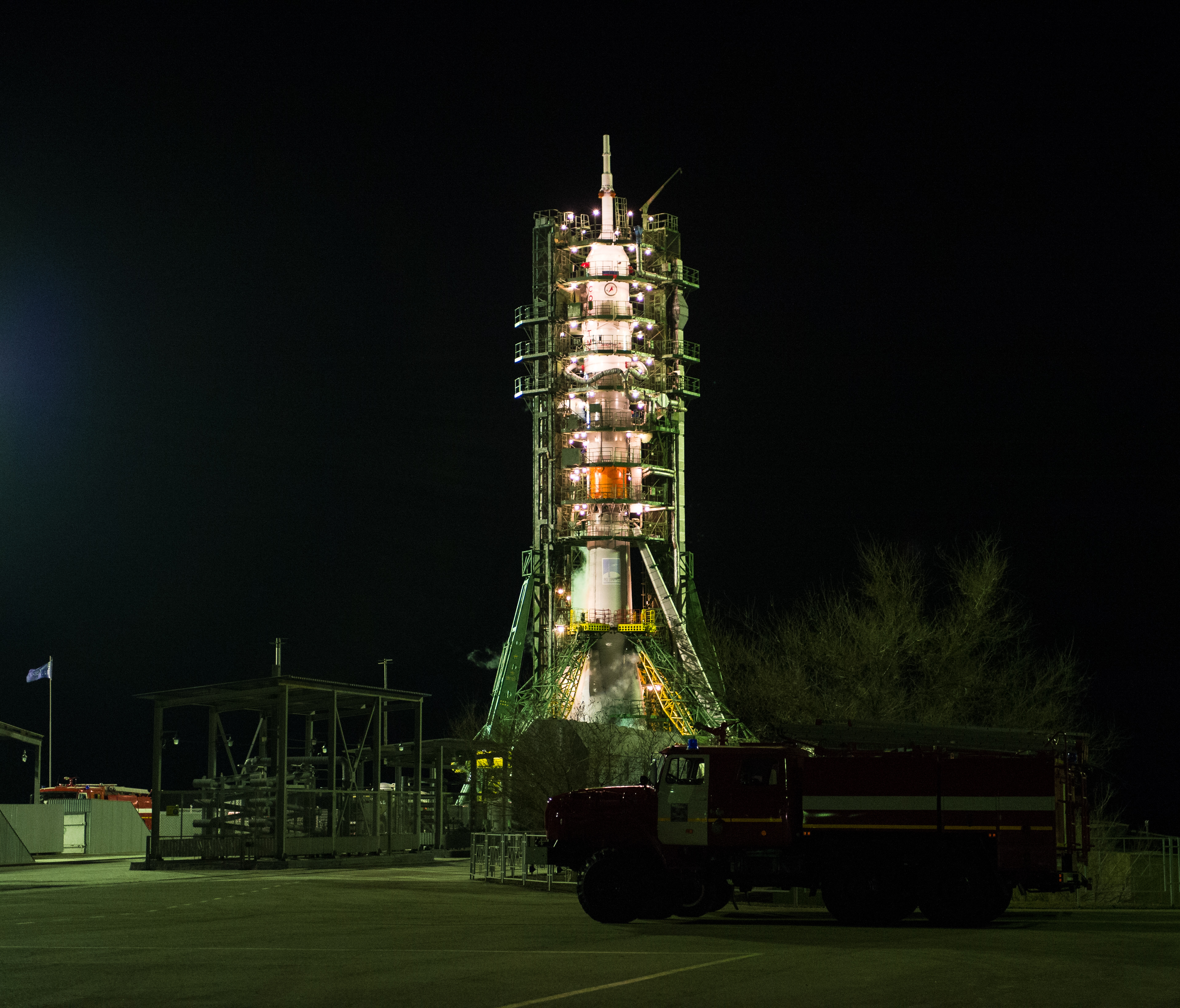
На стартовому майданчику
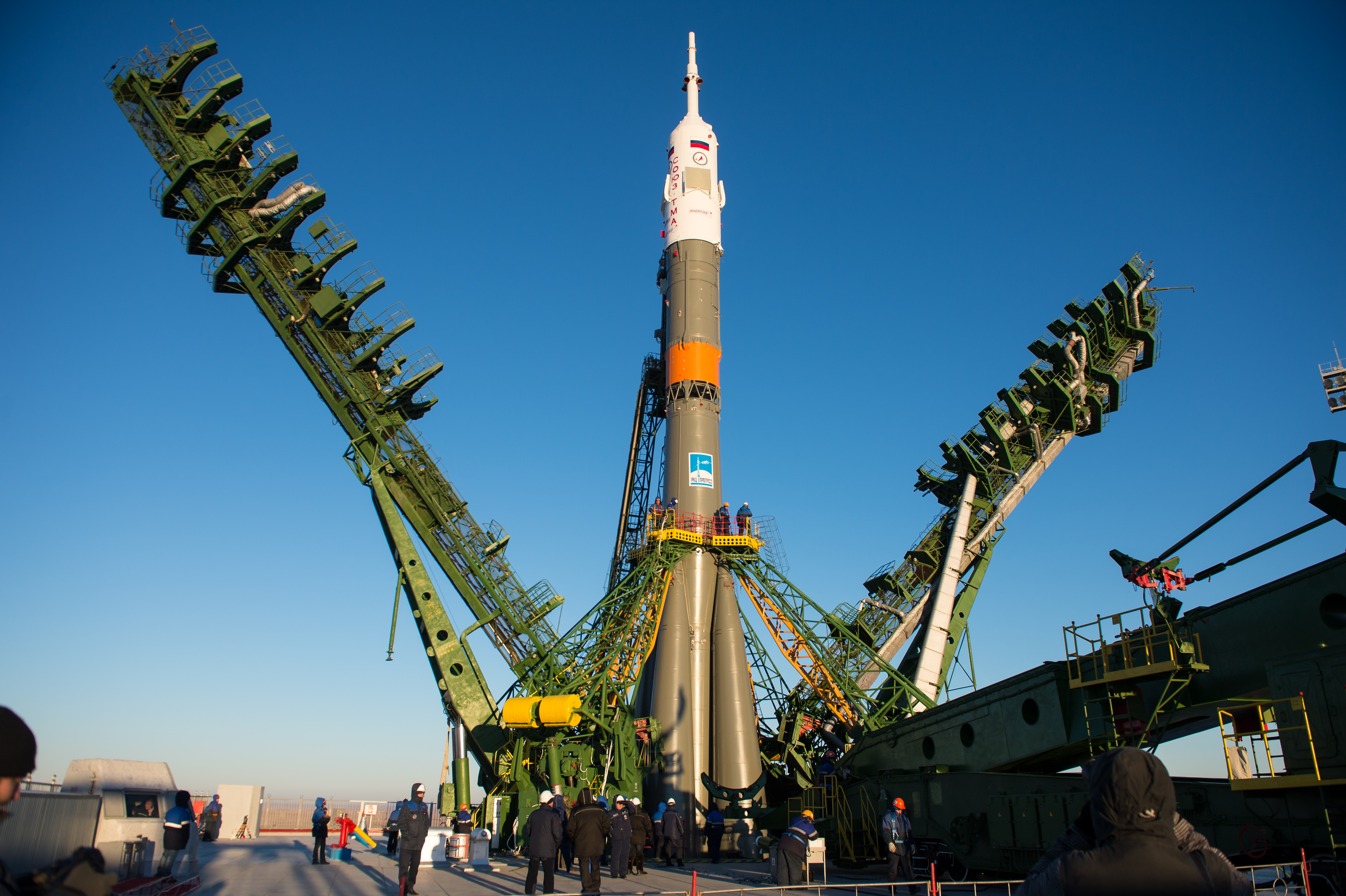
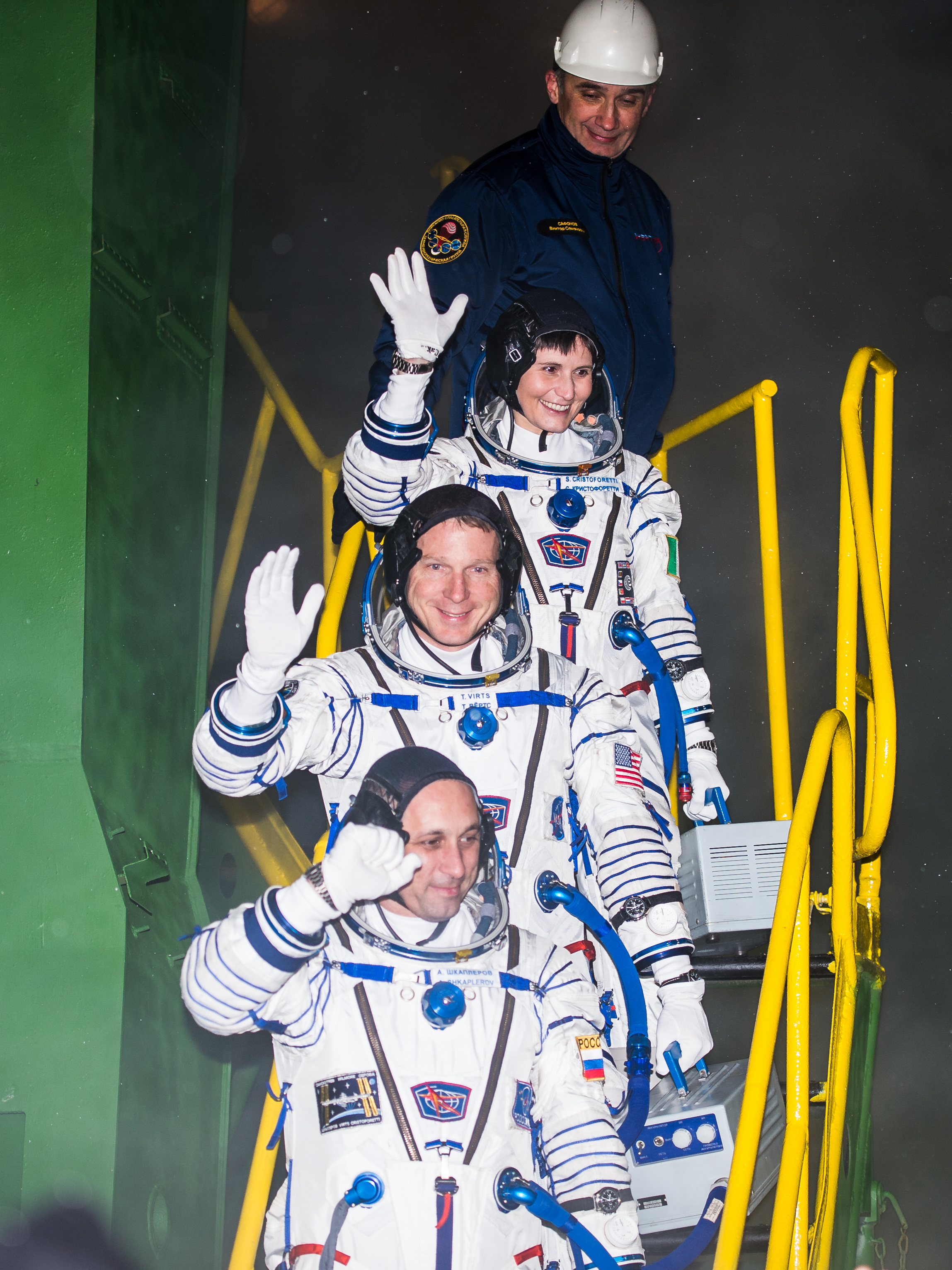
Екіпаж махає перед посадкою в корабель.
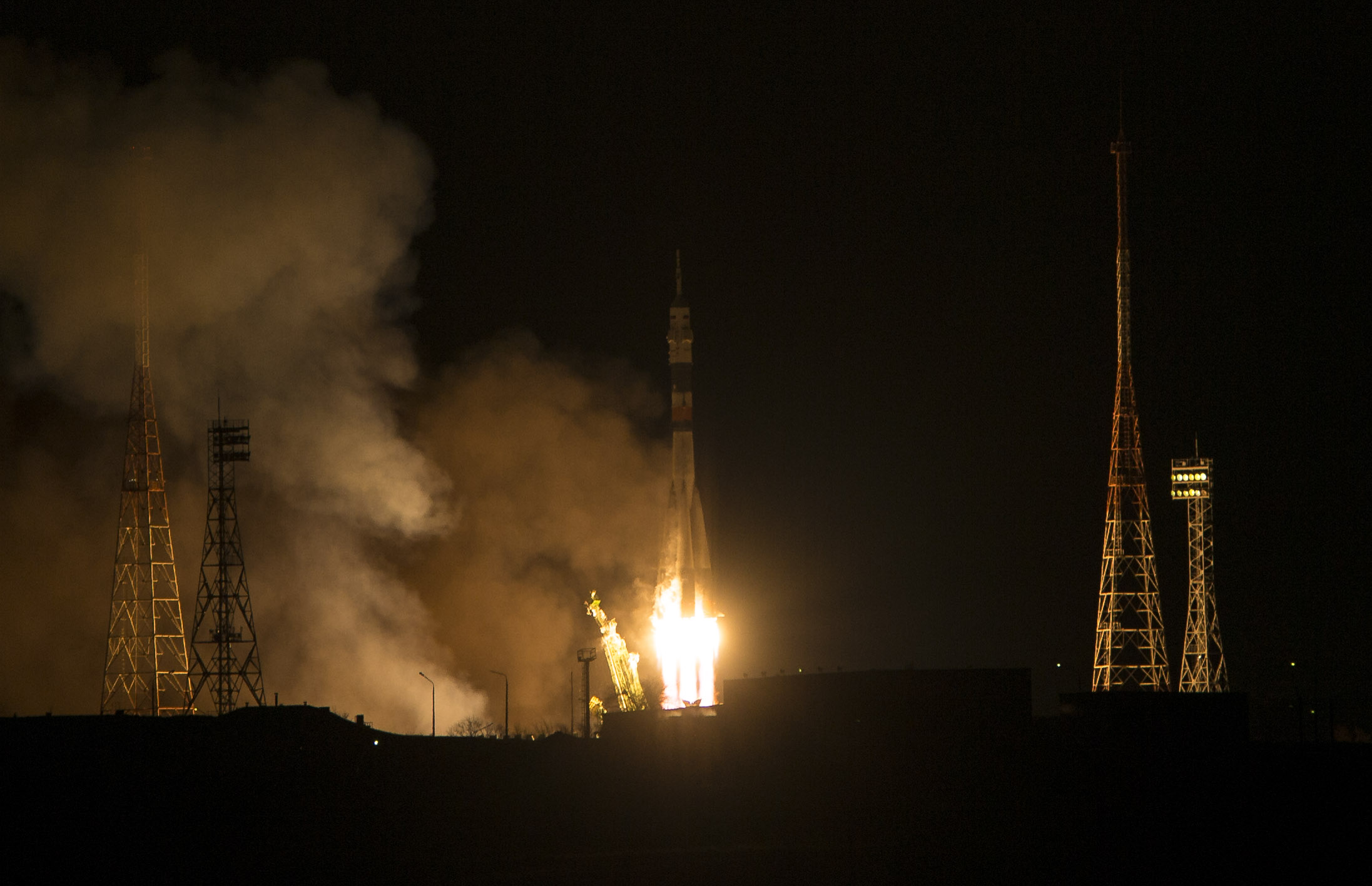
TMA-15M злітає з космодрому Байконур.
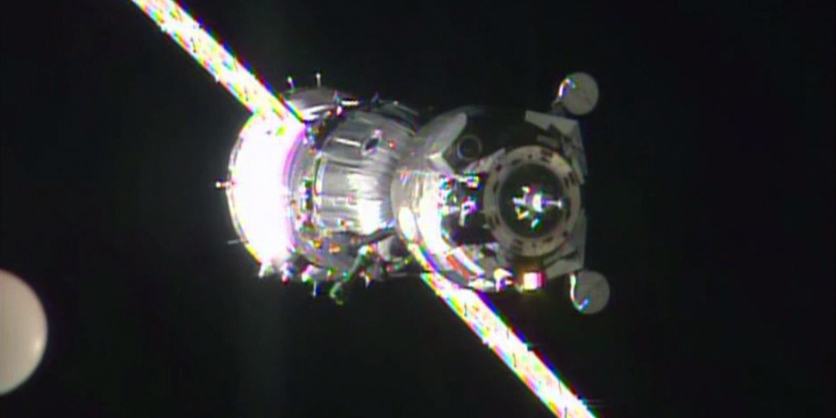
КК наближається до МКС.
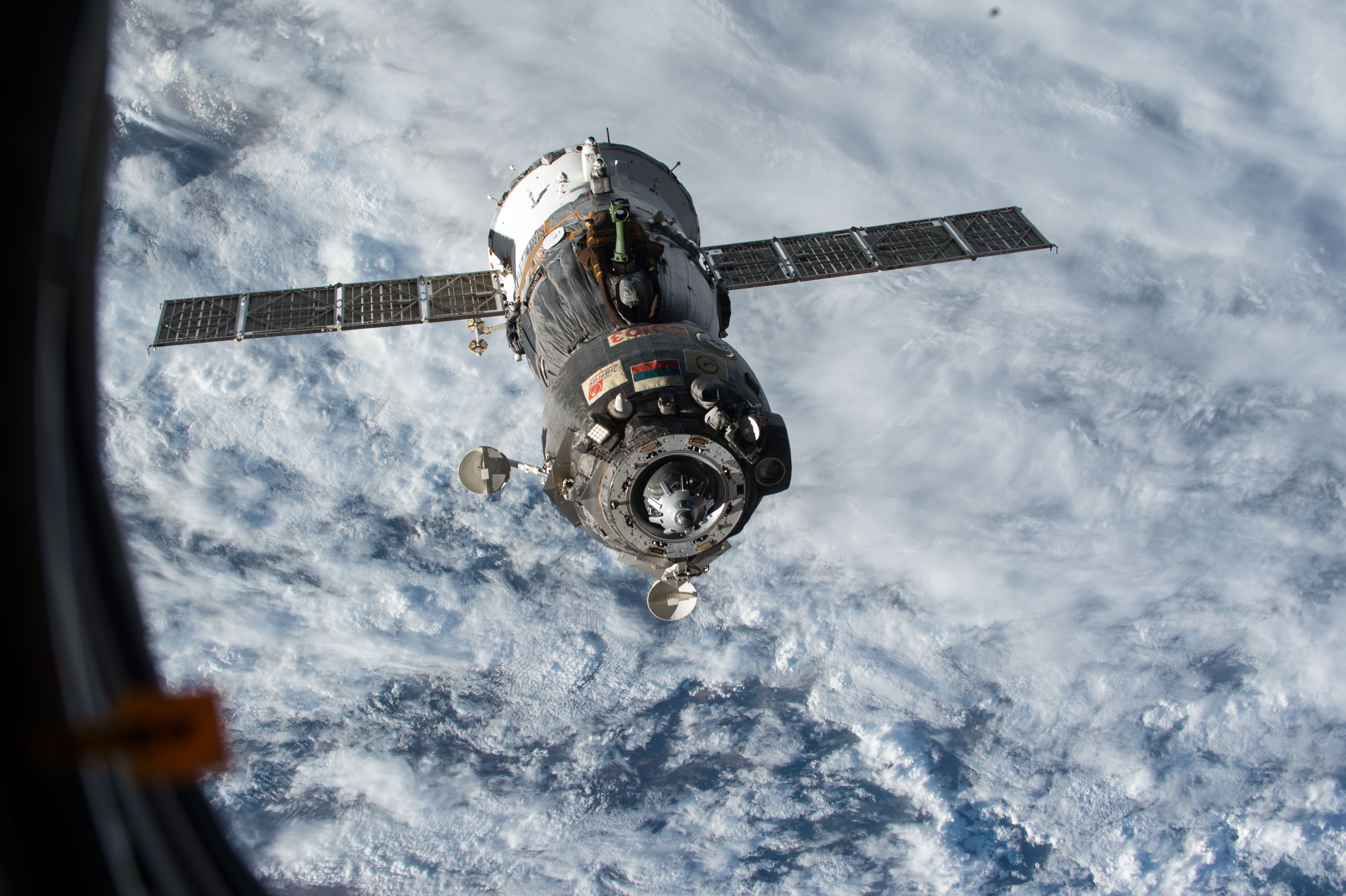
«Союз TMA-15M» відразу після відстикування від МКС, 11.06.2015